# Германская национальная экономическая библиотека

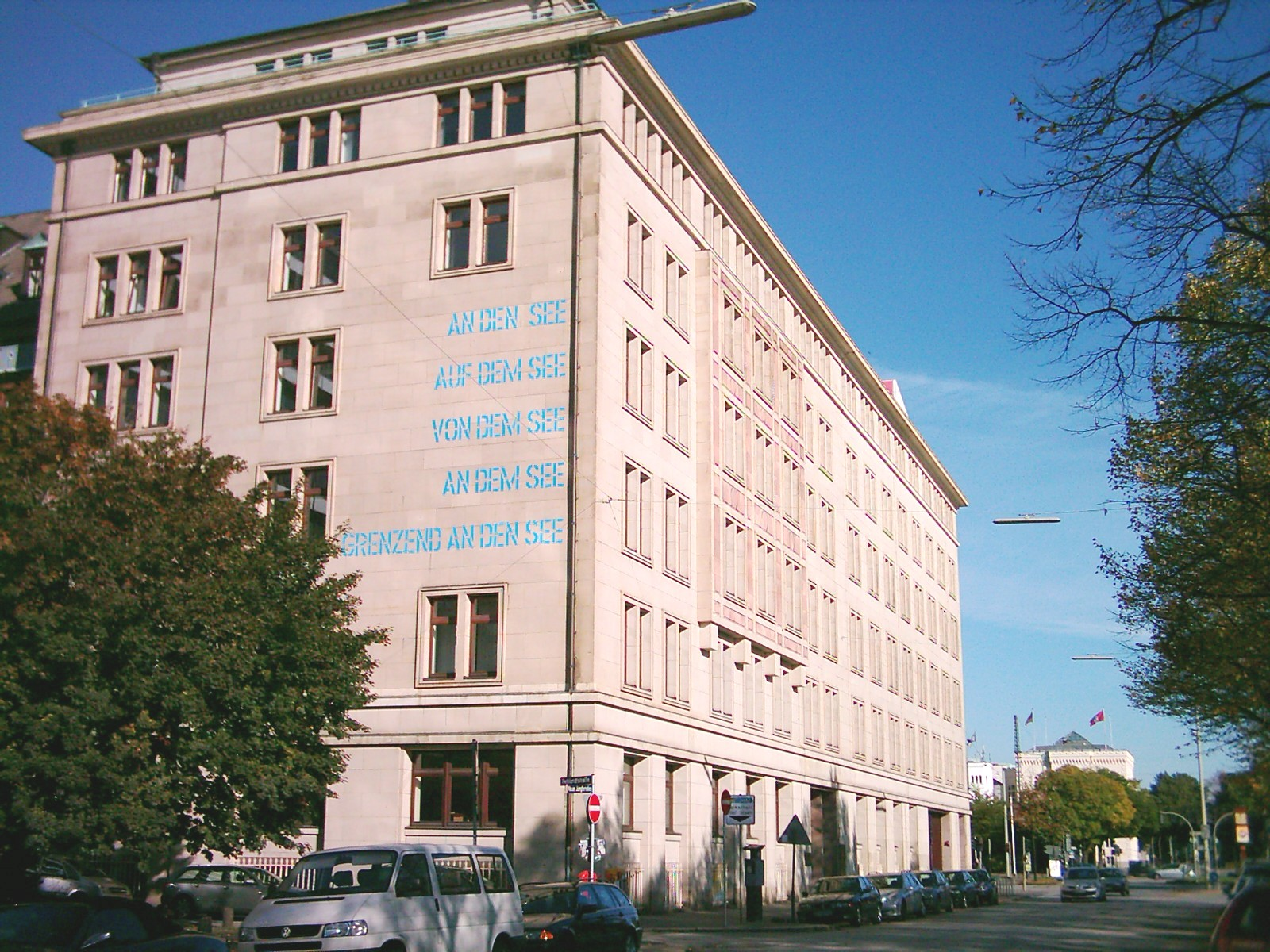
Германская национальная экономическая библиотека, Гамбург

Германская национальная экономическая библиотека (нем. Deutsche Zentralbibliothek für Wirtschaftswissenschaften, ZBW) — специализированная экономическая библиотека. Является самой большой научно-экономической библиотекой в мире. Основное место расположения — Киль, филиал библиотеки находится в Гамбурге.
Библиотека создана на базе библиотеки Кильского института мировой экономики и действует на правах института университета имени Христиана Альбрехта. В настоящее время фонды библиотеки включают более 4 млн томов книг и другой печатной литературы. Кроме того, пользователи библиотеки имеют доступ к лицензированной онлайн-базе данных и электронным носителям информации.
Библиотека поддерживает проект «Нерей» (лат. Nereus) — компьютерную сеть европейских библиотек, специализирующихся на экономической литературе.
Библиотека является членом Общества Лейбница.